# Marock
Marock es una película del año 2005.

## Sinopsis
Casablanca, último curso en el instituto. La despreocupación de la juventud acomodada marroquí y todos sus excesos: las carreras de coches, la amistad, la música, el alcohol y la ansiedad de pasar a la edad adulta. Marock es un Marruecos desconocido, hecho a la imagen de Rita, 17 años, que se enfrenta a las tradiciones de su país. Vive su primer amor y descubre las contradicciones de la sociedad en la que vive, de su familia y de su hermano mayor, que promulga un retorno a los valores tradicionales.